# Reinhold Glatz
Reinhold Glatz (* 15. Mai 1918 in Reichenbach bei Lahr im Schwarzwald; † 18. Februar 1998 in Karlsruhe) war ein deutscher Ingenieur und Hochschullehrer. Von 1968 bis 1980 war er Rektor der Fachhochschule Karlsruhe.

## Leben
Nach dem Besuch des humanistischen Gymnasiums in Lahr absolvierte Reinhold Glatz eine Ausbildung zum Betonbauer im Betrieb seines Vaters, einem Bauunternehmer. Am 24. Mai 1937 beantragte er die Aufnahme in die NSDAP und wurde rückwirkend zum 1. Mai 1937 aufgenommen (Mitgliedsnummer 4.266.230). 1938 begann er ein Studium des Bauingenieurwesens an der Badischen Höheren Technischen Lehranstalt (Staatstechnikum) in Karlsruhe. Nach seinem Abschluss wechselte er zur Technischen Hochschule Karlsruhe. Dieses Studium, das von 1941 bis 1943 durch den Kriegsdienst als Pionier im Zweiten Weltkrieg unterbrochen wurde, beendete er 1945 als Diplomingenieur. Im September 1946 wurde er von der Spruchkammer Karlsruhe als Mitläufer eingestuft, er hatte sich lediglich als NSDAP-Anwärter ausgegeben. Im Rahmen der Weihnachtsamnestie vom 5. Februar 1947 wurde dieser Bescheid aufgehoben. 1947 gründete er ein Ingenieurbüro, nachdem er sich seit 1943 durch seine Beschäftigung bei einem Karlsruher Ingenieurbüro praktische Erfahrungen angeeignet hatte.
1946, als der Lehrbetrieb an der Badischen Höheren Technischen Lehranstalt (Staatstechnikum) in Karlsruhe wieder aufgenommen wurde, erstellte Reinhold Glatz unentgeltlich die Zeichnungen und statischen Berechnungen zum Wiederaufbau des im Krieg schwer beschädigten Gebäudes. Er war Dozent im Angestelltenverhältnis, bis er 1950 zum Baurat ernannt wurde. 1955 erhielt er die Ernennung zum Professor. 1958 promovierte er an der Universität Karlsruhe mit dem Thema Allgemeines Iterationsverfahren für verschiebliche Rahmentragwerke mit beliebigen Stabneigungen zum Doktoringenieur. 1961 wurde er zum Oberbaurat ernannt.
Reinhold Glatz wurde 1968 Oberbaudirektor und Direktor der Staatlichen Ingenieurschule Karlsruhe, aus der 1971 die Fachhochschule Karlsruhe entstand. Durch das Fachhochschulgesetz wurde das Amt des Direktors abgeschafft; an seine Stelle trat ein auf jeweils vier Jahre zu wählender Rektor. Die erste Rektorenwahl fand 1972 statt. Gewählt wurde Reinhold Glatz. Dieses Amt versah er bis zur Versetzung in den Ruhestand 1980.
1986 übernahm Reinhold Glatz – mit 68 Jahren – das Amt des Geschäftsführers des Vereins der Freunde der Fachhochschule Karlsruhe. Zudem war er langjährig als vereidigter Sachverständiger für Baustatik, Stahlbeton und Ingenieurholzbau sowie als anerkannter Prüfingenieur für Baustatik tätig. Als überzeugter Europäer trat Reinhold Glatz aktiv für die Völkerverständigung ein. Er war Gründungsvorsitzender des Kreisverbands Karlsruhe der Europa-Union Deutschland und Gründungsmitglied der Städtepartnerschaft zwischen Karlsruhe und Nancy. Seine Verdienste wurden durch die Verleihung von Verdienstmedaillen, Ehrenwürden, Ehrennadeln und des Bundesverdienstkreuzes am Band gewürdigt.

## Werke (Auswahl)
- Einführung in den Stahlbetonbau: Ein Lehrbuch zum Gebrauch an Höheren Technischen Lehranstalten und für die Praxis. Karlsruhe 1949.
- Allgemeines Iterationsverfahren für verschiebliche Rahmentragwerke mit beliebigen Stabneigungen. Dissertation, Karlsruhe 1958.
- 100 Jahre Fachhochschule Karlsruhe. In: Ingenieurblatt für Baden-Württemberg 24 (1978), Seiten 173–177.